# Hull-Ottawa Canadiens
Die Hull-Ottawa Canadiens waren ein kanadisches Eishockeyfranchise der Eastern Professional Hockey League aus Ottawa.  

## Geschichte
Die Hull-Ottawa Canadiens wurden 1956 als Franchise der Ontario Hockey Association gegründet. In dieser spielten sie drei Jahre lang im Seniorenbereich, ehe die Mannschaft zur Saison 1959/60 in die erstmals ausgetragene Eastern Professional Hockey League wechselte. In dieser agierten sie als das Farmteam der Canadiens de Montréal aus der National Hockey League, wobei zahlreiche Spieler aus Ottawa später den Sprung in die NHL schafften. In den Spielzeiten 1960/61 und 1961/62 gewannen die Hull-Ottawa Canadiens jeweils den Meistertitel der EPHL. 
Im Anschluss an die Saison 1962/63 wurde die EPHL aufgelöst und auch die Hull-Ottawa Canadiens stellten den Spielbetrieb ein. 

## Saisonstatistik (EPHL)
Abkürzungen: GP = Spiele, W = Siege, L = Niederlagen, T = Unentschieden, OTL = Niederlagen nach Overtime SOL = Niederlagen nach Shootout, Pts = Punkte, GF = Erzielte Tore, GA = Gegentore, PIM = Strafminuten
| Saison  | GP | W  | L  | T  | OTL | SOL | Pts | GF  | GA  | Platz    | Playoffs |
| 1959–60 | 70 | 31 | 28 | 11 | —   | —   | 73  | 249 | 241 | 3., EPHL |          |
| 1960–61 | 70 | 41 | 20 | 9  | —   | —   | 91  | 268 | 187 | 1., EPHL | Meister  |
| 1961–62 | 70 | 38 | 21 | 11 | —   | —   | 87  | 233 | 172 | 1., EPHL | Meister  |
| 1962–63 | 72 | 40 | 25 | 7  | —   | —   | 87  | 279 | 224 | 2., EPHL |          |

## Bekannte Spieler
- Jacques Laperrière
- Harry Sinden
- Bill Masterton